# Mimobatocera
Mimobatocera is een kevergeslacht uit de familie van de boktorren (Cerambycidae). De wetenschappelijke naam van het geslacht werd voor het eerst geldig gepubliceerd in 1970 door Breuning.

## Soorten
Mimobatocera is monotypisch en omvat slechts de volgende soort:
- Mimobatocera laterifusca Breuning, 1970